# Aeneolamia flavilatera
Aeneolamia flavilatera är en insektsart som först beskrevs av Urich 1914.  Aeneolamia flavilatera ingår i släktet Aeneolamia och familjen spottstritar. Inga underarter finns listade i Catalogue of Life.